# Temporada 1970-71 de Los Angeles Lakers
La temporada 1970-71 fue la vigésimo tercera de los Lakers en la NBA, y la decimoprimera en su ubicación en Los Ángeles, California. La temporada regular acabaron con 48 victorias y 34 derrotas, ocupando el segundo puesto de la Conferencia Oeste y clasificándose para los playoffs, en los que cayeron en las Finales de Conferencia ante los Milwaukee Bucks.

## Elecciones en elDraft
| Ronda | Puesto | Jugador       | Posición | Nacionalidad   | Universidad |
| ----- | ------ | ------------- | -------- | -------------- | ----------- |
| 1     | 13     | Jim McMillian | Alero    | Estados Unidos | Columbia    |
| 2     | 30     | Earnie Killum | Base     | Estados Unidos | Stetson     |
| 4     | 64     | Larry Mikan   | Alero    | Estados Unidos | Minnesota   |

## Temporada regular
| División Pacífico        | División Pacífico | División Pacífico | División Pacífico | División Pacífico | División Pacífico | División Pacífico | División Pacífico | División Pacífico |
| Equipo                   | G                 | P                 | %                 | PD                | Casa              | Fuera             | Neutral           | Div               |
| ------------------------ | ----------------- | ----------------- | ----------------- | ----------------- | ----------------- | ----------------- | ----------------- | ----------------- |
| y-Los Angeles Lakers     | 48                | 34                | .585              | –                 | 30–11             | 17–22             | 1–1               | 15–7              |
| x-San Francisco Warriors | 41                | 41                | .500              | 7                 | 20–18             | 19–21             | 2–2               | 12–10             |
| San Diego Rockets        | 40                | 42                | .488              | 8                 | 24–15             | 15–26             | 1–1               | 14–8              |
| Seattle SuperSonics      | 38                | 44                | .463              | 10                | 27–13             | 11–30             | 0–1               | 10–14             |
| Portland Trail Blazers   | 29                | 53                | .354              | 19                | 18–21             | 9–26              | 2–6               | 3–15              |

## Playoffs

### Semifinales de Conferencia
Los Angeles Lakers vs. Chicago Bulls 
| Fecha       | Partido                                   | Ciudad      |
| ----------- | ----------------------------------------- | ----------- |
| 24 de marzo | Los Angeles Lakers 100, Chicago Bulls 99  | Los Ángeles |
| 26 de marzo | Los Angeles Lakers 105, Chicago Bulls 95  | Los Ángeles |
| 28 de marzo | Chicago Bulls 106, Los Angeles Lakers 98  | Chicago     |
| 30 de marzo | Chicago Bulls 112, Los Angeles Lakers 102 | Chicago     |
| 1 de abril  | Los Angeles Lakers 115, Chicago Bulls 89  | Los Ángeles |
| 4 de abril  | Chicago Bulls 113, Los Angeles Lakers 99  | Chicago     |
| 6 de abril  | Los Angeles Lakers 109, Chicago Bulls 98  | Los Ángeles |
|             | Los Angeles Lakers gana las series 4-3    |             |

### Finales de Conferencia
Milwaukee Bucks vs. Los Angeles Lakers
| Fecha       | Partido                                     | Ciudad      |
| ----------- | ------------------------------------------- | ----------- |
| 9 de abril  | Milwaukee Bucks 106, Los Angeles Lakers 85  | Milwaukee   |
| 11 de abril | Milwaukee Bucks 91, Los Angeles Lakers 73   | Milwaukee   |
| 14 de abril | Los Angeles Lakers 118, Milwaukee Bucks 107 | Los Ángeles |
| 16 de abril | Los Angeles Lakers 94, Milwaukee Bucks 117  | Los Ángeles |
| 18 de abril | Milwaukee Bucks 116, Los Angeles Lakers 98  | Milwaukee   |
|             | Milwaukee Bucks gana las series 4-1         |             |

## Estadísticas
| Rk | Jugador          | Edad | P  | PT | MP   | TC  | TCI  | %TC  | TL  | TLI | %TL   | RB   | AS  | FP  | PTS  |
| -- | ---------------- | ---- | -- | -- | ---- | --- | ---- | ---- | --- | --- | ----- | ---- | --- | --- | ---- |
| 1  | Wilt Chamberlain | 34   | 82 |    | 44.3 | 8.1 | 15.0 | .545 | 4.4 | 8.2 | .538  | 18.2 | 4.3 | 2.1 | 20.7 |
| 2  | Jerry West       | 32   | 69 |    | 41.2 | 9.7 | 19.6 | .494 | 7.6 | 9.1 | .832  | 4.6  | 9.5 | 2.6 | 26.9 |
| 3  | Happy Hairston   | 28   | 80 |    | 36.5 | 7.2 | 15.4 | .466 | 4.2 | 5.4 | .782  | 10.0 | 2.1 | 3.2 | 18.6 |
| 4  | Gail Goodrich    | 27   | 79 |    | 35.5 | 7.1 | 14.9 | .475 | 3.3 | 4.3 | .770  | 3.3  | 4.8 | 3.3 | 17.5 |
| 5  | Keith Erickson   | 26   | 73 |    | 31.1 | 5.1 | 10.7 | .471 | 1.2 | 1.5 | .759  | 5.5  | 3.1 | 3.3 | 11.3 |
| 6  | Elgin Baylor     | 36   | 2  |    | 28.5 | 4.0 | 9.5  | .421 | 2.0 | 3.0 | .667  | 5.5  | 1.0 | 3.0 | 10.0 |
| 7  | Jim McMillian    | 22   | 81 |    | 21.6 | 3.6 | 7.8  | .459 | 1.2 | 1.6 | .769  | 4.1  | 1.6 | 1.5 | 8.4  |
| 8  | Willie McCarter  | 24   | 76 |    | 18.0 | 3.3 | 7.8  | .417 | 0.6 | 1.0 | .597  | 1.6  | 1.7 | 2.0 | 7.1  |
| 9  | Rick Roberson    | 23   | 65 |    | 14.0 | 1.9 | 4.6  | .415 | 1.4 | 2.2 | .615  | 4.7  | 0.7 | 1.9 | 5.2  |
| 10 | Fred Hetzel      | 28   | 59 |    | 10.4 | 1.9 | 4.3  | .434 | 1.0 | 1.3 | .779  | 2.5  | 0.6 | 1.7 | 4.8  |
| 11 | Pat Riley        | 25   | 54 |    | 9.4  | 1.9 | 4.7  | .413 | 1.0 | 1.6 | .644  | 1.0  | 1.3 | 1.6 | 4.9  |
| 12 | John Tresvant    | 31   | 8  |    | 8.3  | 2.3 | 4.4  | .514 | 0.9 | 1.3 | .700  | 2.9  | 1.3 | 1.4 | 5.4  |
| 13 | Earnie Killum    | 22   | 4  |    | 3.0  | 0.0 | 1.0  | .000 | 0.3 | 0.3 | 1.000 | 0.5  | 0.0 | 0.3 | 0.3  |

## Galardones y récords
| Jugador          | Galardón                                                             |
| Jerry West       | Mejor Quinteto de la NBA Mejor quinteto defensivo de la NBA All-Star |
| Wilt Chamberlain | All-Star                                                             |